# Corentin Louis Kervran
Pour les articles homonymes, voir Kervran.
Corentin Louis Kervran est un fonctionnaire, un ingénieur et un scientifique français né le 3 mars 1901 à Quimper et mort le 2 février 1983 à Quimperlé. Scientifique chargé de l'étude des effets radiologiques pour la médecine du travail, maître de conférences de l'université de Paris et membre de la commission du Conseil supérieur de la recherche scientifique, il est surtout connu pour ses théories, controversées, sur les « transmutations biologiques ».

## Biographie
Louis Kervran est né à Quimper, en Bretagne, le 3 mars 1901,. 
Après l'école, il étudie la physique et obtient son diplôme d'ingénieur en 1925. Pendant la Seconde Guerre mondiale, il est actif dans la Résistance. Capturé par la Gestapo en 1940, il est emprisonné à Lyon pendant quelques années. Libéré, il constitue un réseau, dans le Sud-Ouest de la France.
Après 1945, il est fonctionnaire dans différents ministères, nommé, dès 1946, Directeur de Recherche sur les conséquences possibles du programme nucléaire français, et chargé de conférences à l'École de Physique et de Chimie de Paris. Il est membre du conseil d'hygiène du département de la Seine :

« Dans notre discipline, je mesurais les limites de notre savoir, très vite, je me suis aperçu qu'en biologie, comme en physique, que des hypothèses était considérées comme des sciences exactes, des faits tangibles, sans avoir été ni expérimentées, ni vérifiées, qu'elles étaient contredites par les observations, ce qui m'a amené à étudier des voies que mes confrères négligeaient. Les physiciens de l'atome, enfermés dans leurs contradictions, étaient devenus insensibles au doute du savoir. Ma fonction était unique en France, j'étais nommé et reconduit dans mes fonctions par des arrêtés ministériels, payé sur fonds spéciaux, comme responsable de la commission de sécurité nucléaire, chargée de prendre les mesures réglementaires, à cheval sur la biologie et la physique, pour la protection des populations. »
Kervran prend sa retraite de la fonction publique en 1966.
Il meurt le 2 février 1983,,.

## Théories
Dès son enfance, Kervran s'intéresse à l'explication de certains phénomènes physiques par des hypothèses non conventionnelles. Ainsi en 1936, il publie un article dans lequel il tentait de démontrer que l'électricité circulant dans le corps humain n'obéit pas à la loi d'Ohm. Devenu fonctionnaire après 1945, il s'occupe des effets radiologiques pour la médecine du travail. Il doit sa notoriété à son engagement dans l'hypothèse d'une transmutation biologique des éléments chimiques au sein des êtres vivants, dite transmutation nucléaire à froid ou Effet Kervran.
Ce type de théories a déjà été formulé depuis le XIXe siècle mais n'a toujours pas été prouvé à la satisfaction de la communauté scientifique,. Pour ses hypothèses, Kervran était en relation dans les derniers temps avec le physicien Olivier Costa de Beauregard, connu par ailleurs pour sa théorie de la causalité rétrograde et son soutien à la psychokinèse, la télépathie et la précognition, toutes trois toujours non validées jusqu'ici par des expériences scientifiques.
Louis Kervran publie plusieurs ouvrages, mais aucun article dans des revues scientifiques d'envergure. Les seules sources le concernant sont quelques phrases dans des sources peu fiables et ce qu'il dit de lui-même dans ses écrits[source insuffisante].

### Effet Kervran
Son hypothèse serait issue d'une confrontation avec des cas d'intoxication à l'oxyde de carbone (carboxémie) chez les ouvriers soudeurs en 1935 et 1936 alors qu'il est membre du comité d'hygiène de la Seine.
Devant l'impossibilité, à la suite de nombreux contrôles et expériences, de trouver une source d'oxyde de carbone, il en vient à conclure que la production d'oxyde de carbone serait endogène : l'azote N2 (poids atomique 28=14+14) de l'air, « dynamisé » par la chaleur intense de la soudure, se transformerait en CO (poids atomique 28=12+16) à l'intérieur de l'organisme. La solution du problème consistera à fournir des masques avec un tuyau permettant de respirer l'air à l'arrière du soudeur, donc éloigné de la source d'azote « dynamisé ».
En 1959, Kervran imagine que plusieurs autres observations s'expliqueraient par les transmutations biologiques, mais il ne s'attribue pas cette découverte et l'exprime ainsi : « l'aspect de la matière que nous avons mis en évidence en 1959. ». Kervran explique ensuite le résultat de certaines observations par la fusion ou la fission d’atomes, sans radioactivité détectable, pour des êtres vivants ou en géologie. Par exemple, le calcium des os viendrait du magnésium absorbé. Ces travaux ne font pas l'objet d'une reprise par la communauté scientifique.
Kervran est proposé en 1975 pour le Prix Nobel de physiologie ou de médecine, en tant que membre de l'Académie des Sciences de New York par Hiroshi Maruyama de la Faculté de médecine d'Osaka, et supporté par le Professeur Louis Tanon, président de l'Académie de Médecine de Paris.
En 1993 à titre posthume, il reçoit le prix parodique Ig Nobel « pour sa conclusion que le calcium des coquilles d'œufs de poule est créé par un processus de fusion froide. ». Le prix Ig Nobel (nommé ainsi par jeu de mots entre « prix Nobel » et l'adjectif ignoble) est un prix décerné à des personnes dont les « découvertes » ou les « accomplissements » peuvent apparaître bizarres, drôles ou absurdes. Généralement dépréciatifs et critiques, les prix sont destinés à célébrer l'insolite, honorer l'imagination et stimuler l'intérêt dans les sciences, la médecine, et la technologie.

## Publications

### Articles
- « Bilans Métaboliques Anormaux et transmutations biologiques », Revue Générale des Sciences, vol. 67,‎ juillet-août 1960, p. 193-206.
- Aimé Michel, « La vie est une alchimie », Science et Vie, Paris, no 519,‎ décembre 1960.
- « Les intoxications par l'oxyde de carbone dans les ateliers de soudure ou de traitement thermique des métaux », L'usine Nouvelle, Paris,‎ 1961.
- « Matière vivante et transmutation », Planète, no 4,‎ 1962.
- Aimé Michel, « La vie défie les lois de l'atome », Science et Vie, Paris, no 544,‎ janvier 1963.
- « Un effet accélérateur du magnésium sur l'accroissement du phosphore et du calcium chez l'animal », Comptes Rendus de l'académie d'agriculture de France,‎ 13 décembre 1967.
- « Bilans non nuls du calcium, du phosphore et du cuivre chez le homard », Revue de pathologique comparée,‎ 1969.
- « Augmentation du calcium et du phosphore chez l'animal par une surcharge alimentaire en magnésium », Revue de pathologique comparée,‎ 1969.
- « Bilans du calcium, du phosphore et du cuivre chez un animal en milieu fermé enrichi en magnésium », Comptes Rendus de l'académie d'agriculture de France,‎ 25 février 1970, p. 671-678.

- (en) « Increase in phosphorus and copper in the lobster after moulding », The Journal of the Soil Association, vol. 16,‎ 1970, p. 21.
- « Altérations métamorphiques de certaines roches applications à des minéraux alumino-siliceux notamment », Comm. 1er Congr. intern. sur la détérioration des pierres en œuvre,‎ 1972.
- « À propos de l'agriculture biologique », Bulletin intérieur de l'INRA, no 74,‎ 1973.
- « Chimie et Synthèse », Agriculture et Vie, no 101,‎ 1974.
- (nl) « Geen leven zonder kosmische energie »  (trad. Engels, H.), Natura docet, Nederlandse Tijdschrift voor Natuurgeneeskunde 27 (3): 81-85,‎ 1976.
- « Transmutations a faible énergie en biologie (Réponse) », Rivista di Biologia (Perugia), vol. 73,‎ 1980, p. 574-583.

### Ouvrages
- Corentin Louis Kervran, Transmutations Biologiques, Métabolismes Aberrants de l'Azote, le Potassium et le Magnésium, Paris, Librairie Maloine S.A., 1962.
- Corentin Louis Kervran, Transmutations Naturelles, Non Radioactives, Paris, Librairie Maloine S.A., 1963.
- Corentin Louis Kervran, Transmutations à Faible Énergie, Paris, Librairie Maloine S.A., 1964.
- Corentin Louis Kervran, Transmutations Biologiques, métabolismes aberrants de l'azote, le potassium et le magnésium, Paris, Librairie Maloine S.A., 1965, 2e éd.
- Corentin Louis Kervran, À la Découverte des Transmutations Biologiques, Paris, Librairie Maloine S.A., 1966.
- Kervran C. Louis., Transmutations naturelles non radioactives. Une nouvelle propriété de la matière, Paris, Librairie Maloine, 1966.
- Corentin Louis Kervran, Preuves Relatives à l'Existence de Transmutations Biologiques. Échecs en biologie à la loi de Lavoisier d'invariance de la matière, Paris, Librairie Maloine S.A., 1968.
- Corentin Louis Kervran, Transmutations Biologique en Agronomie, Paris, Librairie Maloine S.A., 1970.
- Corentin Louis Kervran, Preuves en Géologie et Physique de Transmutations à faible Énergie, Paris, Librairie Maloine S.A., 1973.
- Corentin Louis Kervran, Preuves en Biologie de Transmutations à Faible Énergie, Paris, Librairie Maloine S.A., 1975 (ISBN 2-224-00178-9).
- Corentin Louis Kervran, Transmutations Biologiques et Physique Moderne, Paris, Maloine S.A, 1982.

### Télévision et radiodiffusion
- Louis Kervran, Télévision Belge, 1960.
- Louis Kervran, Europe 1, 40 min, juin 1961.